# 神拝村
神拝村（かんばいむら）は愛媛県の東部、新居郡に属していた村。現在の西条市中心部の地域、概ね加茂川下流右岸にあたる。
神拝という名称は古より西日本最高峰である石鎚山へ登る者が、五月晦日の夜に山の麓の夜明かしに集まり、明け方近く松明を持って、頂上へとよじ登った。一方で登ることのできなかった人々はこの村に集まってよじ登る松明を仰ぎ見て、頂上に祀ってある石鎚の神を、はるかに拝んだことから、神拝の名が起こったという。

## 地理
- 河川 ： 加茂川
- 海洋 ： 燧灘

## 歴史
- 1889年（明治22年）12月15日 - 神拝村・喜多川村・樋之口村・古川村と新田村の一部が合併し、改めて神拝村が発足。
- 1925年（大正14年）2月11日 - 西条町・玉津村・大町村・神拝村が合併し、改めて西条町が発足。同日神拝村廃止。

## 産業
- 愛媛水電
- 東予製紙
- 関西捺染
- 湯山製織
- 高橋製織
- 関西捺染